# Holotrichia acuticollis
Holotrichia acuticollis är en skalbaggsart som beskrevs av Frey 1972. Holotrichia acuticollis ingår i släktet Holotrichia och familjen Melolonthidae. Inga underarter finns listade i Catalogue of Life.